# Vulväre intraepitheliale Neoplasie
Die Vulväre intraepitheliale Neoplasie (VIN) ist eine Erkrankung des Plattenepithels der Vulva von der leichten Dysplasie bis zum Carcinoma in situ.
Historisch unterschied man folgende Stufen, welche heutzutage im ICD-10 immer noch abgebildet werden:
- leichte Dysplasie des Plattenepithels (VIN 1): Es finden sich im histologischen Präparat basale Zellen mit gesteigerter Proliferation und atypische Zellen, Plattenepithelien mit erhaltenen atypischen Kernen und deutlicher Erhöhung der Kern-Plasmarelation. Im Vulvaabstrich findet man Dyskeratozyten mit leichter bis mittelschwerer Kernatypie.

- mäßige Dysplasie des Plattenepithels (VIN 2): Es finden sich im histologischen Präparat eine hyperkeratotisch verhornende Epidermis mit unvollständiger Ausreifung, dyskeratotische Einzelzellverhornung und Mitosen bis in das obere Drittel der Haut. Melanophagen finden sich in der oberflächlichen Dermis.

- schwere Dysplasie des Plattenepithels (VIN 3): Carcinoma in situ. Im histologischen Präparat ist eine Ausreifung nur ganz oberflächlich oder vollständig fehlend. Im Vulvaabstrich sind Plattenepithelien mit atypischen Kernen und deutlicher Erhöhung der Kern-Plasmarelation zu sehen.

VIN 1 und 2 stellten eine fakultative Präkanzerose dar, während die VIN 3 eine obligate Präkanzerose war.
Mit wachsendem Verständnis der Pathophysiologie der vulvären intraepithelialen Dysplasien wurde die Klassifikation angepasst. Die frühere Bezeichnung VIN 1 wurde durch LSIL (Low-grade squamous intraepithelial lesion) der Vulva ersetzt, ist HPV-assoziiert und gilt nicht länger als Präkanzerose. Sie bedarf also auch keiner obligaten Therapie.
VIN 2 & 3 wurden zur HSIL (High-grade squamous intraepithelial lesion) der Vulva zusammengefasst und werden synonym als uVIN (usual type VIN) bezeichnet. Auch hier besteht eine hohe Korrelation mit einer HPV Infektion mit Viren aus der hoch Risikogruppe. HSIL bzw. uVIN zeichnen für ca. 20 % aller Plattenepithelkarzinome der Vulva verantwortlich.
Zusätzlich wurde die dVIN (differentiated type VIN) definiert, die eher bei älteren Frauen auf dem Boden eines Lichen sclerosus auftritt und in der Regel nicht HPV assoziiert ist. Ihr Progressionsrisiko ist höher als bei einer uVIN.